# Shigeo Sawairi
Shigeo Sawairi (jap. 澤入 重雄, Sawairi Shigeo; * 8. Mai 1963 in der Präfektur Shizuoka) ist ein ehemaliger japanischer Fußballspieler und -trainer.

## Karriere
Sawairi erlernte das Fußballspielen in der Schulmannschaft der Shimizu Higashi High School und der Universitätsmannschaft der Hōsei-Universität. Seinen ersten Vertrag unterschrieb er 1986 bei Toyota Motors. Der Verein spielte in der zweithöchsten Liga des Landes, der Japan Soccer League Division 2. 1986/87 wurde er mit dem Verein Vizemeister der Division 2 und stieg in die Division 1 auf. Am Ende der Saison 1987/88 stieg der Verein in die Division 2 ab. 1989/90 wurde er mit dem Verein Vizemeister der Division 2 und stieg in die Division 1 auf. Mit Gründung der Profiliga J.League 1992 und der damit verbundenen Neuorganisation des japanischen Fußballs wurde Toyota Motors zu Nagoya Grampus Eight. Für den Verein absolvierte er 95 Erstligaspiele. Ende 1995 beendete er seine Karriere als Fußballspieler.

## Erfolge
Nagoya Grampus Eight
- Kaiserpokal

Sieger: 1995